# PWR J-2

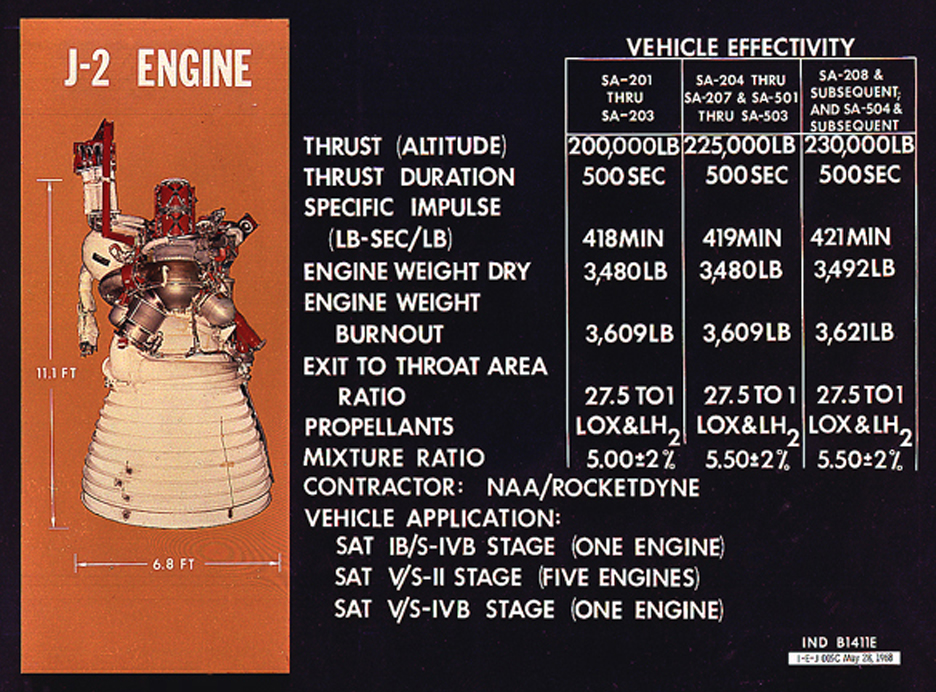
Specifiche del propulsore J-2

Il J-2 era un motore a razzo a propellente liquido ad uso aerospaziale prodotto dall'azienda statunitense Rocketdyne, poi Pratt & Whitney Rocketdyne (PWR) negli anni sessanta.
Il J-2 fu il componente principale del vettore Saturn V.

## Storia

### Sviluppo
Il J-2 fu il propulsore a idrogeno liquido di maggiore produzione negli Stati Uniti prima dei propulsori dello Space Shuttle, e la sua origine risale a vari studi NASA degli anni '50 relativi a motori a idrogeno liquido che producevano fino a 665 kN di spinta a seguito del successo dei motori RL-10 utilizzati nello stadio superiore Centaur dell'Atlas-Centaur. Con l'aumentare della massa dei lanciatori, la NASA iniziò a studiare motori in grado di produrre spinte fino a 890 kN, il cui sviluppo venne autorizzato con il rapporto del 1959 del comitato Silverstein.
Tra i contractor venne selezionato Rocketdyne, a cui fu chiesto di sviluppare un "motore a razzo ad alta potenza, alimentato da idrogeno e ossigeno liquidi, che si chiamerà J-2". Il contratto richiedeva esplicitamente che il motore fosse "della massima sicurezza per il volo con equipaggio".
Nel 1963, il motore J-2 entrò in produzione, mentre i test stavano continuando presso gli stabilimenti della Rocketdyne e al Marshall Space Flight Center. Il primo esemplare venne consegnato ad aprile 1964 per i test statici sullo stadio di test S-IVB nello stabilimento Douglas Aircraft Company a Sacramento, in California, e a dicembre dello stesso anno concluse il primo test a piena durata (410 secondi). 
I test continuarono fino a gennaio 1966, e accumularono un totale di 3774 secondi di accensione, circa otto volte superiore alla durata in una missione. Ogni esemplare di J-2 che superava i test singoli successivamente iniziava i test di integrazione.
Il primo volo operativo venne programmato per l'inizio del gennaio 1966 per il Saturn IB, usando come primo stadio il S-IB e come secondo stadio il S-IVB.
A luglio 1966 la NASA confermò i contratti di produzione fino al 1968, dove era prevista la fornitura da parte di Rocketdyne di 155 esemplari, ognuno comprensivo delle qualifiche svolte presso il Santa Susana Field Laboratory.
Il J-2 fu il componente principale del vettore Saturn V, dove ne vennero impiegati cinque per il secondo stadio e uno nell'S-IVB, il terzo stadio del Saturn V e il secondo stadio del Saturn IB. È stato proposto il suo utilizzo per lo stadio superiore del vettore Nova.
La caratteristica che rendeva questo propulsore unico all'epoca consisteva nella capacità di essere riavviato dopo il suo spegnimento. Il propulsore J-2 nello stadio S-IVB infatti veniva acceso due volte. La prima accensione, della durata di circa 2 minuti, poneva la navetta Apollo in orbita terrestre e veniva spento. Dopo che l'equipaggio aveva verificato l'operatività della navetta, il propulsore veniva riacceso una seconda volta per una durata di circa 6,5 minuti per eseguire la manovra di inserzione translunare e avviare la navetta verso la Luna.

#### J-2S
Nel 1964 venne avviato un programma sperimentale per migliorare le performance del propulsore, con il nome di J-2X (da non confondersi con la recente variante che porta lo stesso nome). Tra le modifiche, la sostituzione del ciclo a generatore di gas impiegato nel J-2 con il ciclo tap-off, dove i gas caldi nella camera di combustione vengono spillati e utilizzati per azionare la turbopompa.
Il vantaggio era costituito da un motore più semplice.
Inoltre era previsto un sistema di modulazione della spinta per fornire una maggiore flessibilità, che richiedeva un sistema di mescolamento variabile in grado di operare a diverse pressioni operative. Una nuova modalità "di riposo" forniva una piccola spinta ed era utilizzabile per le manovre in orbita.
Durante il programma la Rocketdyne produsse anche una piccola serie di modelli pre-produzione per i test, chiamati J-2S. Essi vennero collaudati tra il 1965 e il 1972, ma successivamente divenne chiaro che non sarebbero stati sviluppati ulteriori propulsori per i vettori Saturn e il programma venne terminato. La NASA considerò questi propulsori come motori principali dello Space Shuttle e in lanciatori come il Comet HLLV (Heavy Lift Launch Vehicle).

#### J-2T
Mentre stava proseguendo i test sulla serie J-2S, la NASA finanziò lo studio di un motore J-2 con camera di combustione toroidale e un ugello aerospike. Vennero costruite due versioni, la J-2T-200k con spinta di 890 kN di spinta e il J-2T-250k con spinta di 1100 kN.
Analogamente al modello J-2S, il progetto J-2T venne sottoposto ad una lunga serie di test a terra, ma dopo il termine del programma Apollo venne abbandonato.

#### J-2X
Il J-2X è stato scelto nel 2007 per il programma Constellation. Il motore avrebbe sviluppato 1310 kN di spinta e avrebbe dovuto essere impiegato nell'Earth Departure Stage.
Tra il dicembre 2007 e maggio 2008, sono stati condotti test del motore J-2 presso lo Stennis Space Center (SSC) in preparazione al progetto del J-2X.
Il nuovo J-2X era progettato per essere più efficiente e semplice nella costruzione rispetto al predecessore e meno costoso del motore RS-25 utilizzato nello Space Shuttle. Le differenze principali erano l'eliminazione della lega in alluminio-berillio, una turbopompa centrifuga che sostituiva la turbopompa assiale impiegata nel J-2, un diverso rapporto di espansione, una diversa camera di combustione, una riprogettazione di tutta l'elettronica e tecniche di giunzioni.
Il 16 luglio 2007, NASA annunciò di aver chiuso un contratto alla Pratt & Whitney Rocketdyne per un totale di 1,2 miliardi di dollari per la progettazione, lo sviluppo, il test del motore J-2X, da impiegare per gli stadi superiori dei vettori Ares I e Ares V.
Tra il 2008 e il 2010 si sono completati i test del generatore di gas.
Dopo la cancellazione del progetto Constellation a ottobre 2010, lo sviluppo del motore J-2X è continuato per poter essere impiegato eventualmente come secondo stadio del nuovo Space Launch System.

## Specifiche
|                      | J-2                    | J-2S                              | J-2X                   |
| -------------------- | ---------------------- | --------------------------------- | ---------------------- |
| Spinta (vuoto)       | 1033,1 kN              | 1138,5 kN                         | 1310,0 kN              |
| Impulso specifico    | 421 s                  | 436 s                             | 448 s                  |
| Tempo di accensione  | 475 s                  | 475 s                             | 431 s                  |
| Peso                 | 1438 kg                | 1400 kg                           | 2430 kg                |
| Propellente          | LOX e Idrogeno liquido | LOX e Idrogeno liquido            | LOX e Idrogeno liquido |
| Rapporto di miscela  | 5.50                   | 5.50                              | 5.50                   |
| Diametro             | 2,01 m                 | 2,01 m                            | 3,05 m                 |
| Lunghezza            | 3,38 m                 | 3,38 m                            | 4,70 m                 |
| Rapporto spinta/peso | 73.18                  | 85.32                             | 55.04                  |
| Costruttore          | NAA/Rocketdyne         | Rockwell International/Rocketdyne | P & W Rocketdyne (PWR) |